# Танці у Мулен де ла Галетт
Танці у Мулен де ла Галетт (фр. Bal du moulin de la Galette) — картина, котру створив французький художник П'єр-Огюст Ренуар 1876 року.

## Історія
«Скільки парижан залишаються провінціалами і самі про це не підозрюють». Огюст Ренуар.
Про створення картини «Танці у Мулен де ла Галетт» відомо зі спогадів Жоржа Рівьєра, котий сповіщав, що задум належав до травня 1876 року. Ренуар, що тривалий час не мав фінансового успіху, підгледів танці, котрі відбувались у дешевому кафе неподалік старого млина, назва котрого перейшла також і у назву нового твору. Ренуар не мав на той час постійної студії і влаштував її у покинутому будинку на вулиці Корто з маленьким садом.
Жорж Рівьєр, з котрим Ренуар тоді підтримував дружні стосунки, назвав декількох персон, що потрапили у картину (серед них і він сам). Танцульки у Мулен де ла Галетт не були зразком добропорядності, як і декотрі персонажі твору. Сюди збігалися дівчата і парубки з Монмартра пофліртувати, потанцювати і поспілкуватись, щось випити і зав'язати необов'язкові стосунки… Знаючи про це, декотрі матері супроводжували на танцульки власних доньок. Така мати в чорній сукні (котра контролює поведінку доньок) якраз присутня і в картині Ренуара. Вона спілкується з молодиком на передньому плані картини, поклавши руку на плече доньки в рожевій сукні з блакитними стрічками.
Небагатий на той час Ренуар не мав можливості запросити на позування професійних моделей. Ними в картині стануть знайомі художника та колеги-художники, журналісти або маловідомі.

## Опис твору
Дві лави і стіл ніби вводять глядача у картину, водночас відкремлюючи його від присутніх. Влітку і у теплу погоду танці влаштовували просто у садку. Вечір, гостре бажання свята і танці перетворилися в очах бідного художника дешеве монмартрське кафе у значущу подію небагатого на приємні події життя. Серед танцюристів за першим планом привертає увагу пара ліворуч, подана митцем у повний зріст. Їх вдалося ідентифікувати. Це художник з острова Куба Педро Віда де Солярес у строкатих жовтих панталонах та дівча з Монмартру «Маленька Марго». «Маленька Марго» на той час крутила одного парубка, а про неї вже мріяв Ренур, котрому було 35… «Маленька Марго» (в житті Маргеріта Легран) стане коханкою Ренуара після його розриву з Лізою Трео. Відомо, що Маргеріта Легран померла молодою у лютому 1879 року від несподіваної хвороби. Ренуар викликав лікарів, сплатив її лікування, але все було марно. Поховання коханки Ренуар влаштував за власні кошти. (Згодом він утішився у обіймах швачки Аліни Шаріго.)
Картина «Танці у Мулен де ла Галетт» існує у двох варіантах. Відомо, що була створена ще одна з тією ж темою, але помітно меншого розміру. Вона вважається авторською реплікою, хоча створена у дещо ескізній манері. Обидві картини задокументовані, але без вказівки їх розміру. Тому неможливо сказати, чи була менша картина підготовчим варіантом чи вона має самостійне значення. Менший варіант був проданий у Японію.

## Історія побутування (провенанс)
Картина первісно була приватним майном багатого художника Густава Кайбота. По його смерті картина стала часткою виплати податку на спадок, що діє у Франції при успадкуванні майна значного розміру родичами. Таким чином картина роботи Ренуара перейшла у французьке державне майно. Її розмістили у Музеї Люксембург. 1929 року її передали до музею Лувр, як і частку інших картин французьких імпресіоністів. Зі створенню музею д'Орсе, котрий фактично продовжив експозиції музею Лувр періоду кінця 19 і початку 20 століть, картину передали на експонування у музей д'Орсе з 1986 року, як один з шедеврів доби французького імпресіонізму.